# すみや
株式会社すみや（Sumiya Co., Ltd.）は、かつて静岡県にあった企業である。

## 概説
静岡県に地盤を置き、音楽・映像ソフトを中心に関東地方にもチェーンストアを展開し運営していた。当時の本社は静岡市葵区呉服町一丁目に所在。
主要業務は、音楽・映像ソフト・通信機器・書籍等の小売および卸売、音楽・映像ソフトのレンタル業務。以前は、家電の販売も行い、また静岡新聞などの新聞折込や、テレビCMによる通信販売も行われていた。全盛期には、売上高が500億円近くに及んだ。2005年以降の一時期、事業多角化の試験店舗として、静岡市駿河区池田にあった「ミュージックインすみや静岡池田店」を改装し、ネットカフェ「れりびぃ」を運営していた。その後は経営的に紆余曲折の後、音楽・映像ソフト・書籍・ゲームソフトの事業については、2015年現在、カルチュア・コンビニエンス・クラブに吸収され消滅した。なお、一部店舗については「TSUTAYAすみや」の看板で営業が引き継がれている。
なお、上記以外の事業（楽器・音響・映像機器・リビング家具販売、教室事業）については、かつての関連会社であった「すみやグッディ」と、すみやグッディからその後に分社化された「すみやサウンドギャラリー」の両社が引き継いでいる。

## 沿革
- 1896年（明治29年）3月20日 - 静岡市呉服町旧二丁目に創業者の川辺竜造が唐物店「角屋」を創業。舶来文化商品の販売開始。屋号の由来は、通りの角にある店から名付けられた[1]。
- 1899年（明治32年）3月 - 仲間と資本を出し合い、七間町旧一丁目に「富陽館」を建設。主に、静岡の伝統工芸品を展示販売[2]。
- 大正時代 - 輸入レコードの販売を始め、同時にピアノやオルガンを扱い始めた[3]。レコード・楽器は「すみや」、他の商品は「富陽館」で販売するなどして、店の販売を独立。レコード・楽器の販売の基礎が出来る。
- 1931年（昭和6年） - 静岡市呉服町旧二丁目の店舗を売却し、呉服町旧三丁目（現一丁目、本店所在地）に土地を購入し移転。営業を始める。
- 1938年（昭和13年） - 創業者・川辺が死去。
- 1940年（昭和15年）1月15日 - 静岡大火で店舗全焼。
- 1945年（昭和20年） - 度重なる空襲にて店舗再び全焼。
- 1948年（昭和23年）3月 - 静岡市に楽器・レコード・音響商品・木工製品の販売を主目的とした株式会社すみや（初代）設立。
- 1953年（昭和28年） - ヤマハと組み日本で初めて音楽教室を始め、実験教室を成功させた。後にヤマハ音楽教室の礎となる。[4]
- 1955年（昭和30年）5月 - ヤマハ音楽教室の運営開始。
- 1963年（昭和38年）10月1日 - 株式会社すみや（2代目）を新たに設立。（初代）すみやはすみや不動産に社名変更[5]。
- 1967年（昭和42年）3月 - すみや月販株式会社（後の株式会社スミエー、2002年3月・すみや不動産に吸収合併）を設立[6]。
- 1973年（昭和48年）6月 - 首都圏統括の為、東京都渋谷区渋谷に東京事務所開設。後に町田市に移転。
- 1975年（昭和50年）6月 - 音楽教室運営拡大の為、静岡県下にミュージックセンター開設。
- 1978年（昭和53年）
  - 8月 - すみや静岡特販株式会社設立。静岡県内向けにテレビショッピングを開始。
  - 12月 - 家具・インテリア部門を新設。
- 1980年（昭和55年）11月 - 株式会社ミュージックイン設立。
- 1982年（昭和57年）
  - 5月 - 情報システム営業部を設置。
  - 7月 - パソコン専門店パソコンアイランドの第1号店を静岡市に開店。
- 1986年（昭和61年）
  - POSシステム導入（1995年3月、全店舗導入完了。）
  - 5月 - ビデオレンタル部門新設。第1号店として木更津桜町店（千葉県木更津市、2008年5月閉鎖。）に開設。
- 1987年（昭和62年）3月 - 会員制システム「すみやソフトクラブ」スタート。（ - 2001年）
- 1988年（昭和63年）
  - この年、経営会議にて株式公開を決議。公開に向けての準備を始める。
  - 10月 - 音楽普及のスポット私のおとサロン開設。家具ショップりぶる開店。
- 1989年（平成元年）9月 - 配送システムの効率化・合理化の為、東名高速道路静岡IC近くに流通サービスセンター（後に流通センターに変更）開設。
- 1993年（平成5年）
  - AV機器・家電品の郊外型店舗の名称をエレパークとする。
  - 4月16日 - 株式を店頭登録市場（現・東京証券取引所スタンダード市場）に店頭公開（現・上場）。
- 1994年（平成6年）
  - 3月21日 - 株式会社ミュージックインを吸収合併。
  - 6月 - 書籍部門新設。第1号店として静岡平和町店（現・蔦屋書店 静岡平和町店）に導入。
  - 7月 - AVソフトの販売・レンタルに、ゲームソフト・書籍販売を加えた大型郊外店舗MEDIA MAX（メディアマックス）第1号店を茨城県龍ケ崎市に開店（竜ヶ崎店。2009年2月1日閉鎖）。
- 1996年（平成8年）
  - 3月 - 創業100年を迎える。
  - 8月 - ウェブサイトを開設[7]。
- 1997年（平成9年）
  - 6月 - ジャンボエンチョー三島店跡（駿東郡清水町）に、音楽映像ソフト・書籍・家電 / パソコン・楽器販売とビデオレンタルの大型複合店“MEDIA NOW! 三島店”を出店（現在は建て替えられて、ニトリとの共同店舗。）。
  - 10月 - 静岡本店の拡張・拡充し、ソフト館をユニー跡地に出来た5風来館の主要テナントとして独立、本店をエレパーク・パソコンアイランドの2館に拡大。
- 1999年（平成11年）4月 - すみや静岡特販をすみやグッディ株式会社に商号及び、事業目的を変更。
- 2001年（平成13年）10月 - 新たな会員制度「すみやCLUB」スタート。利用範囲がほぼ全店舗に拡大された（ - 2007年）。[8]
- 2003年（平成15年）6月 - エレクトロニクス事業を大幅縮小。
- 2005年（平成17年）
  - 8月12日 - ゲオとフランチャイズを結び、横須賀市佐原にすみやミュージックイン横須賀佐原店を改装オープン。ゲオとのフランチャイズは1店舗に留まり、翌年6月に提携解消[9]。
  - 9月初旬 - 5風来館で営業していたソフト館を閉鎖（その後、無印良品が入居したが2013年2月17日に閉店[10]、2015年3月よりアネックス静岡伊勢丹[11]。）。
  - 9月16日 - 静岡の商社鈴与商事発行の「スマイルパーソナルカード」利用によるスマイル加盟店と特別ポイントのサービススタート[12]。
- 2006年（平成18年）
  - 5月15日 - カルチュア・コンビニエンス・クラブが第三者割当増資を4億9500万円で引き受けることを発表。議決権ベースで69.0%の株式を取得し、同社の連結子会社となる[13]。
  - 6月19日 - すみやグッディの株式をすみや不動産に譲渡。
  - 6月29日 - 株主総会で創業者一族の社長である川辺哲を含めた一族の役員が全員退任し、後任としてカルチュア・コンビニエンス・クラブのTSUTAYAFC事業本部運営本部長補の根上壽雄を代表取締役として迎える。
  - 6月30日 - 楽器・音楽教室等事業、AV機器・リビング家具販売を分離、すみやグッディ株式会社に譲渡。
  - 7月14日 - TSUTAYAと資本・業務提携し、TSUTAYA傘下に入る。すみやのブランドは継続する。
  - 11月1日 - TSUTAYAすみやのブランドを関した店舗第1号店として、藤枝市の瀬戸新屋店を改装オープン。以後、既存の店舗を「○○すみや××店」から、「TSUTAYAすみや××店」へと移行（○○は、店舗の形態に合った販売チャンネル。）。
- 2007年（平成19年）8月13日 - 全店でTSUTAYAのTカード導入を発表。従来のすみやCLUBカードについてはポイントをクーポンに還元の上、順次各店舗で廃止された（8月19日沼津駅ビル店にて終了。）。なお、フリーペーパー（「VA」など）もTSUTAYAと共用である。
- 2010年（平成22年）
  - 1月27日 - ジャスダック証券取引所から上場廃止。
  - 2月1日 - 株式交換により、カルチュア・コンビニエンス・クラブの完全子会社となる。
  - 3月31日 - ウェブサイトの更新終了[14]。
  - 4月1日 - 全事業をカルチュア・コンビニエンス・クラブへ譲渡[15]。鈴与商事のすみや特別ポイントとスマイル加盟店のサービスを終了した[16]。
  - 5月31日 - 解散を決議[17]。
  - 10月1日 - ウェブサイトを閉鎖。
  - 11月19日 - カルチュア･コンビニエンス･クラブの2011年3月期第2四半期有価証券報告書上で、清算が終結された。

## 店舗網の拡大と縮小
- 1956年（昭和31年）1月 - 支店第1号を静岡県清水市（現・静岡市清水区）に出店。
- 1966年（昭和41年）- 新静岡センター（現在の新静岡セノバ）開業にあたり、テナントとして出店。
- 1970年（昭和45年）4月 - 首都圏進出開始。首都圏及び神奈川県下第1号店として、川崎市多摩区のダイエー向ヶ丘店に向ヶ丘ダイエー店を出店。
- 1972年（昭和47年）
  - 7月 - 埼玉県下第1号店を川口市に出店。
  - 12月 - 千葉県下第1号店を千葉市に出店。
- 1974年（昭和49年）4月 - 初の郊外型店舗である沼津バイパス店を静岡県沼津市に出店。
- 1975年（昭和50年）
  - 4月 - 山梨県下第1号店を富士吉田市に出店。
  - 10月 - 東京都下第1号店を町田市に出店。
- 1977年（昭和52年）6月 - 渋谷駅前の東邦生命ビル（現・渋谷クロスタワー）に、渋谷店（後のTSUTAYAすみや渋谷店）出店。[18]ティーポイント導入まで、「すみやソフトクラブ」、「すみやCLUB」の対象店ではなかった。
- 1978年（昭和53年）12月 - 郊外型店舗のMUSIC INN（ミュージックイン）第1号店を静岡市池田に開店（2005年頃、事業多角化試験店舗としてインターネットカフェ「れりびぃ」へ業態変更）。
- 1982年（昭和57年）4月 - 群馬県下第1号店を高崎市に出店。
- 1991年（平成3年）6月 - 愛知県下第1号店を安城市に出店。
- 1992年（平成4年）
  - 7月 - 栃木県下第1号店を矢板市に出店。
  - 10月 - 茨城県下第1号店を石岡市に出店。
- 1998年（平成10年）11月 - 自社で運営するECサイト「サイバーショップ」開設。以後、Yahoo!ショッピング、楽天にも開設。
- 2003年（平成15年）6月29日 - エレパーク・パソコンアイランドの営業終了。
- 2008年（平成20年）
  - 1月31日 - TSUTAYAすみや渋谷店閉店。以後、ネット通販に移行した。
  - 浜松市から全店舗撤退。
- 2010年（平成22年）
  - 2月28日 - この日までに静岡・神奈川両県以外の営業から撤退した。各種ECサイトでの営業も終了した。
  - 3月31日 - 最後まで営業していた店舗は16店舗。（静岡県14、神奈川県2）